# Eois punctata
Eois punctata là một loài bướm đêm trong họ Geometridae.